# Birmania en los Juegos Olímpicos de Atenas 2004
Birmania estuvo representada en los Juegos Olímpicos de Atenas 2004 por dos deportistas femeninas que compitieron en dos deportes.
El equipo olímpico birmano no obtuvo ninguna medalla en estos Juegos.